# إساياه أوسبورن

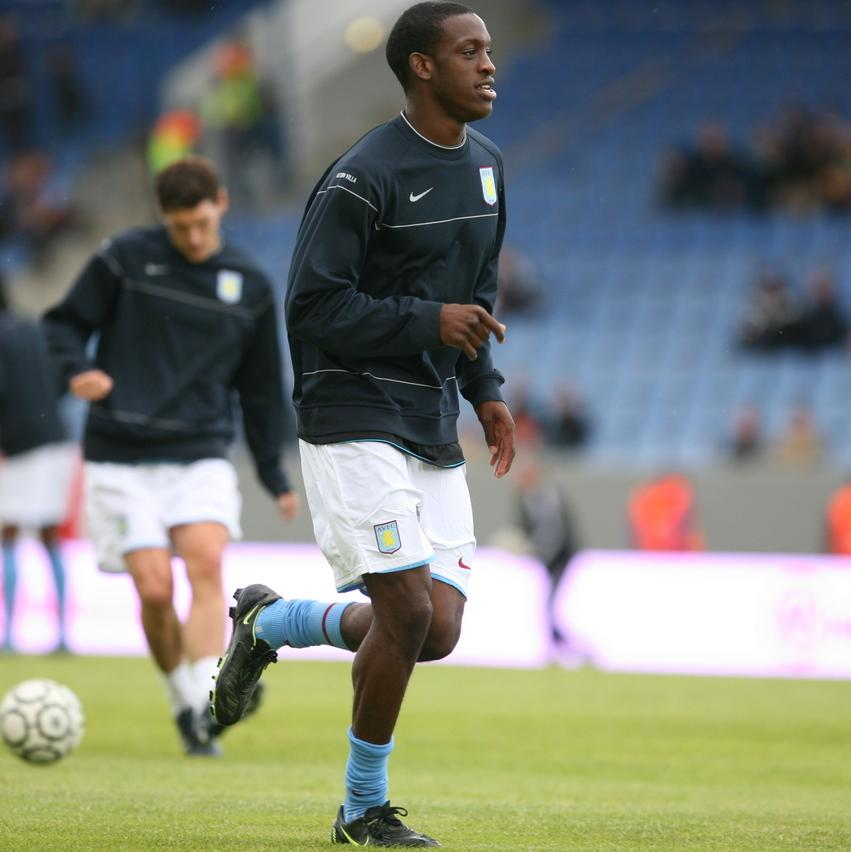
إساياه أوسبورن

إساياه أوسبورن (بالإنجليزية: Isaiah Osbourne)، من مواليد15 نوفمبر 1987 في برمنغهام في إنجلترا، لاعب كرة قدم إنجليزي.
بدأ مسيرته الكروية مع نادي أستون فيلا في عام 2006، وهو يلعب معهم حتى الآن.

## روابط خارجية
- إساياه أوسبورن على موقع قاعدة بيانات كرة القدم.إي يو (الإنجليزية)
- إساياه أوسبورن على موقع Soccerbase.com (لاعب) (الإنجليزية)
- إساياه أوسبورن على موقع عالم كرة القدم.نت (الإنجليزية)
- إساياه أوسبورن على موقع كووورة